# 2024년 하계 올림픽 파키스탄 선수단
2024년 하계 올림픽 파키스탄 선수단은 2024년 7월 26일부터 8월 11일까지 프랑스 파리에서 열리는 2024년 하계 올림픽에 참가한 올림픽 파키스탄 선수단이다.
이번 하계 올림픽은 파키스탄의 19번째 하계 올림픽 출전이 된다.

## 출전 선수
| 종목 | 남자 | 여자 | 전체 |
| ---- | ---- | ---- | ---- |
| 사격 | 2    | 1    | 3    |
| 수영 | 1    | 1    | 2    |
| 육상 | 1    | 1    | 2    |
| 전체 | 4    | 3    | 7    |

## 메달 집계
| 종목 | 1 | 2 | 3 | 합계 |
| 종목 | ' | ' | ' | '    |
| 종목 | ' | ' | ' | '    |
| 종목 | ' | ' | ' | '    |
| 합계 | ' | ' | ' | '    |

## 같이 보기
- 2024년 하계 올림픽